# Tillingham
Tillingham – wieś w Anglii, w hrabstwie Essex, w dystrykcie Maldon. Leży 29 km na wschód od miasta Chelmsford i 74 km na wschód od Londynu. W 2001 miejscowość liczyła 1015 mieszkańców.